# Saurita santonis
Saurita santonis är en fjärilsart som beskrevs av Embrik Strand 1920. Saurita santonis ingår i släktet Saurita och familjen björnspinnare. Inga underarter finns listade.